# Słupski
Słupski là một huyện thuộc tỉnh Pomorskie của Ba Lan. Huyện có diện tích 2304 km². Đến ngày 1 tháng 1 năm 2011, dân số của huyện là 93640 người và mật độ 41 người/km².